# Cisticola angusticauda
Fuinha-rabilonga ou fuinha-de-cauda-fina (Cisticola angusticauda) é uma espécie de ave da família Cisticolidae.
Pode ser encontrada nos seguintes países: República Democrática do Congo, Quénia, Malawi, Moçambique, Ruanda, Tanzânia, Uganda e Zâmbia.
Os seus habitats naturais são: savanas áridas.